# Jeremy Pope
Jeremy Pope (Orlando, 9 de julho de 1992) é um ator e cantor americano. Ele é mais conhecido por interpretar Archie Coleman em Hollywood.

## Filmografia

### Cinema
| Ano  | Título             | Papel         |
| ---- | ------------------ | ------------- |
| 2018 | The Ranger         | Jerk          |
| 2020 | One Night in Miami | Jackie Wilson |
| 2022 | The Inspection     | Ellis French  |

### Televisão
| Ano  | Título     | Papel          | Notas       |
| ---- | ---------- | -------------- | ----------- |
| 2020 | Hollywood  | Archie Coleman | 7 episódios |
| 2021 | Pose       | Christopher    | 6 episódios |
| 2026 | The Beauty |                |             |

### Teatro
| Ano  | Título                                                 | Papel                 | Notas        |
| ---- | ------------------------------------------------------ | --------------------- | ------------ |
| 2013 | Choir Boy                                              | Pharus Jonathan Young | Off-Broadway |
| 2015 | Invisible Thread                                       | Griffin               | Off-Broadway |
| 2017 | The View UpStairs                                      | Wes                   | Off-Broadway |
| 2018 | Choir Boy                                              | Pharus Jonathan Young | Broadway     |
| 2019 | Ain't Too Proud: The Life and Times of The Temptations | Eddie Kendricks       | Broadway     |
| 2022 | The Collaboration                                      | Jean-Michel Basquiat  | Broadway     |

## Discografia

### EPs
- 2024: Last Name: Pope

### Singles
Como artista principal
| Ano  | Título                                 |
| ---- | -------------------------------------- |
| 2015 | "Wait for You"                         |
| 2018 | "New Love"                             |
| 2018 | "Feel So Good"                         |
| 2020 | "Time After Time"                      |
| 2020 | "September"                            |
| 2021 | "Ain't Nobody"                         |
| 2021 | "Worth a Million"                      |
| 2022 | "Uptown Apartment" (com Verdine White) |
| 2024 | "U, Lost / What I Gotta Do"            |
| 2024 | "Fine"                                 |

Como artista convidado
| Ano  | Título                          |
| ---- | ------------------------------- |
| 2019 | "Be Great" (com Laura Dreyfuss) |

### Vídeos musicais
| Ano  | Título                      |
| ---- | --------------------------- |
| 2018 | "New Love"                  |
| 2018 | "Feel So Good"              |
| 2020 | "September"                 |
| 2021 | "Worth a Million"           |
| 2024 | "U, Lost / What I Gotta Do" |
| 2024 | "Fine"                      |